# Capitation biblique

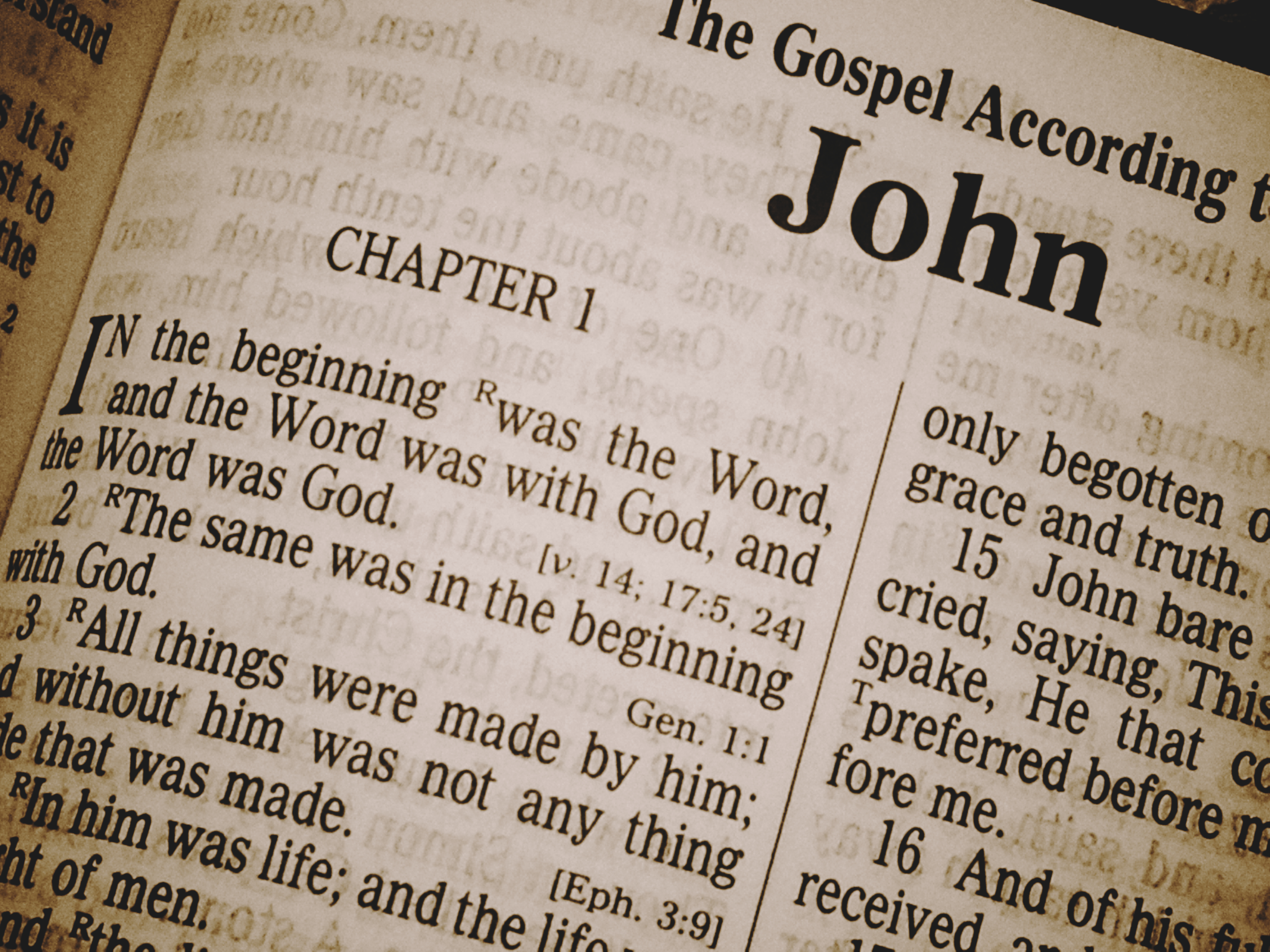
Début du chapitre 1 de l'évangile selon Jean.

Les livres composant la Bible ou le Tanakh sont divisés en chapitres.

## Ancien Testament/Tanakh
La division de l'Ancien Testament en chapitres est relativement récente.
Pour la Torah, la tradition juive palestinienne, à l'époque classique du judaïsme rabbinique (période des Amoraïm, IIIe-VIe s. environ) connaissait une division en sedarîm, qui s'est d'ailleurs transmise dans les grands manuscrits de la Bible massorétique. Elle se trouve donc aussi dans toutes éditions de la Bible hébraïque. Un seder correspond à une unité de lecture liturgique (sabbatique en général), comprenant, selon la mishnâ, un minimum de 21 versets. Une autre division, que l'on trouve également dans la Torah, est la division en parashiyot. Pour la Torah, la première division couvre un peu plus de 150 sections et reflète un système de lecture continue hebdomadaire réparti sur trois ans au moins; la seconde couvre 54 sections et reflète un système de lecture annuel, toujours en usage aujourd'hui. Les autres livres de la Bible hébraïque sont également divisés en parashiyot. Ces divisions juives ne sont pas numérotées.
Pour l'Ancien Testament chrétien, la division primitive, dans le texte grec de la Septante, consiste en « paragraphes ». Le mot « paragraphe » désigne, en paléographie grecque, la petite barre horizontale qui se trouve, dans les manuscrits bibliques comme ailleurs dans les manuscrits grecs, au début d'une ligne avant laquelle se trouve une césure, indiquée en principe par un espace blanc. Un principe similaire se trouve d'ailleurs dans le texte de la Bible hébraïque: des espaces blancs courts (hébreu setumôt, littéralement « fermetures ») ou longs (en hébreu petuchôt, « ouvertures ») indiquent les subdivisions des parashiyot.
Pour les chapitres proprement dit, voici ce qu'écrit un spécialiste:
On peut considérer comme un fait établi que, pour la plupart des livres de la Bible, nos chapitres actuels sont issus d'une standardisation des divisions de la Bible latine effectuée dans le cadre de l'Université de Paris par Stephen Langton (futur évêque de Canterbury) avant 1209, c'est-à-dire dès la création de celle-ci. La division de Langton a été ensuite légèrement retouchée par les maîtres qui l'ont suivi dans la suite du XIIIe siècle et plus spécialement par le dominicain Hugues de Saint-Cher (futur cardinal) auteur de la première concordance biblique (…). Il semble bien que pour le placement des articulations de ce sectionnement, Langton s'est inspiré des divisions alcuiniennes et théodulfiennes [VIIIe – Xe siècles]. Mais il est probable que des contacts juifs lui aient permis de tenir compte des divisions en parashiyot en des cas où les sectionnements latins antérieurs les avaient ignorées.
La division chrétienne de la Bible a été adoptée dans l'usage juif, en partie semble-t-il à cause des polémiques judéo-chrétiennes de la fin du moyen âge, où les docteurs juifs étaient sommés de répondre aux arguments chrétiens basés sur ce système de chapitres.

## Nouveau Testament
Il est probable qu’au IVe siècle, comme on l’a suggéré à propos de saint Basile, plusieurs systèmes de paragraphes dans le Nouveau Testament ont existé en même temps. Ces divisions constituaient fondamentalement des systèmes de référence, variables selon les lieux. L’un d’entre eux aurait sans doute fini par s’imposer si le système d'Eusèbe, dont il va être question, n’était apparu.
Le codex Vaticanus (B.03) a conservé, de seconde main, la numérotation d’un de ces systèmes, en 464 sections dans les évangiles; mais d'autres livres, y compris dans l'Ancien Testament, ont été pourvus dans ce manuscrit d'une numérotation de leurs paragraphes. Il est difficile de dire à quand remonte cette numérotation, qui est en tous cas de seconde main, peut-être du Ve siècle. Ce système, au moins pour les évangiles, a connu une certaine diffusion.
La plus ancienne capitation des évangiles est sans doute la division assez grossière en kephalaia (217 sections en tout), comportant des titres (titloi), souvent récapitulés dans les manuscrits grecs dans une sorte de table des matières. Cette division n'est pas liturgique, comme on le dit parfois, car elle n’a pas pour but de diviser chaque évangile en chapitres thématiquement distincts les uns des autres. Son but est de rapprocher telle section d’un évangile d’une section similaire dans un autre. C’est, comme l’a montré von Soden, un essai de synopse, comme l’était, sans doute vers la même époque, le diatessaron de Tatien ou l’harmonie évangélique de Théophile d’Antioche. On ne sait pas si ce système de synopse était connu d'Ammonios d'Alexandrie ou d'Eusèbe de Césarée, dont il faut parler maintenant.
Les manuscrits des évangiles contiennent en général (du moins en grec), en plus de la division en chapitres, une numérotation qui est reprise dans des tableaux souvent richement enluminés joints à la copie du texte. Ces tableaux, ou canons de concordances, peuvent être attribués à Eusèbe de Césarée. On a conservé de cet auteur une lettre à un certain Carpien dans laquelle il explique comment il a lui-même construit ce système de synopse à partir de la division réalisée avant lui par Ammonius d’Alexandrie, un exégète du début du IIIe siècle. Cette division, sans doute encore améliorée par Eusèbe lui-même au moment de dresser ses tableaux de concordance, comprend plusieurs centaines de sections dans chaque évangile (1162 sections en tout).
Il a existé d'autres divisions. Plusieurs fragments de l’Évangile selon saint Jean, du IIIe au VIIe siècle, divisent le texte en pages, tout simplement. Chaque page contient donc une péricope déterminée, avec une « herménie » en bas de page, un court résumé précédé du mot ἑϱμενεια. C’est, en somme, un système intermédiaire entre celui des paragraphes et celui des chapitres.
La division actuelle des évangiles en chapitres remonte également, comme pour l'Ancien Testament, à Stephen Langton. Pour les Actes et épîtres dans le Nouveau Testament, la division d'Euthalios semble avoir été entérinée par les Bibles médiévales.
Les lectionnaires (évangéliaires, etc.) sont aussi une division par chapitres, mais choisis non plus en vue d’un usage savant mais en fonction de la liturgie, avec l’indication du jour de l’année liturgique approprié, et parfois aussi un titre et une numérotation. De telles rubriques liturgiques apparaissent occasionnellement, souvent de seconde main, dans des manuscrits bibliques proprement dits.